# Pavel Stepanovič Kutachov
Pavel Stepanovič Kutachov (in russo Павел Степанович Кутаxов?; Matveevo-Kurganskij rajon, 16 agosto 1914 – Mosca, 3 dicembre 1984) è stato un generale e politico sovietico, comandante in capo dell'Aeronautica militare sovietica dal 1969 al 1984.

## Biografia
Combatté durante la seconda guerra mondiale dove venne decorato con il titolo di Eroe dell'Unione Sovietica. Nel 1966 venne decorato con il titolo di Pilota benemerito dell'Unione Sovietica.
Dopo l'operazione israeliana avvenuta nella Valle della Beqa' in Libano nel 1982, si recò sul posto per valutare i danni avvenuti sui caccia siriani di produzione sovietica e sui sistemi antiaerei missilistici in dotazione ai siriani sempre di produzione sovietica.